# Andrés Ruiz Morcillo
Andrés Ruíz Morcillo (Chetumal, Quintana Roo) es un político e ingeniero civil mexicano, fue miembro del Partido Revolucionario Institucional. Se desempeñó como Presidente Municipal de Othón P. Blanco de 2008 a 2011.

## Vida política
Tras varios intentos fallidos por lograr su postulación como diputado federal y así catapultarse a la Gobernatura de Quintana Roo, tras 30 años de militancia renuncia al PRI para contender como candidato independiente en las elecciones federales de 2015.

### Presidente Municipal de Othón P. Blanco

#### Lámparas LED
Famoso por el muy controvertido contrato para cambiar las lámparas Led´s en la ciudad de Chetumal, por lo cual el municipio debe pagar más de 5 millones de pesos mensuales. Lo que ha originado una deuda de más de mil 500 millones de pesos al Ayuntamiento, de los cuales al menos mil millones de pesos son para el pago de la empresa “Avances Lumínicos” por la instalación de lámparas con tecnología LED para el alumbrado público y que ha resultado un fiasco y que se pretende con ese expediente iniciar un proceso legal en su contra.